# Yamaha RF 302
De Yamaha RF 302 was een prototype van een 50 cc wegracer dat door het merk Yamaha in 1967 en 1968 werd ontwikkeld, maar nooit in races werd ingezet.

## Voorgeschiedenis
Yamaha was in de jaren zestig zeer succesvol in het wereldkampioenschap wegrace. Er waren al een aantal wereldtitels behaald: in de 250 cc klasse in 1964 en in 1965 door Phil Read en in de 125 cc klasse in 1967 door Bill Ivy. De 50 cc klasse werd beheerst door Honda en Suzuki, die zeer ingewikkelde multicilinders inzetten. Honda gebruikte een viertakt-paralleltwin, de Honda RC 116 met tien versnellingen en Suzuki een tweetakt-tweecilinder, de Suzuki RK 67 met veertien versnellingen. Honda had zich echter in 1967 teruggetrokken en Suzuki deed in 1968 hetzelfde. 

## Yamaha RF 302
Yamaha was niet vertegenwoordigd in de 50 cc klasse, maar toen rond 1967 begon door te sijpelen dat de Fédération Internationale de Motocyclisme van plan was de dure constructies in de 50 cc klasse te verbieden begon men in het diepste geheim aan de ontwikkeling van een eencilinder tweetakt, die de interne werknaam RF 302 kreeg. Yamaha was al sinds 1964 actief in de bromfietswereld en men had dus wel ervaring met 50 cc eencilinders. Racetechnicus Takahasi Matsui verklaarde jaren later dat men bovendien bij alle ontwikkelingen uitging van één cilinder. Voor de 250 cc viercilinder Yamaha RD 05 draaide men bijvoorbeeld proef met een 60 cc eencilinder. De RF 302 moest voldoen aan de regels die op 1 januari voor 50 cc racers werden ingevoerd: een cilinder, maximaal 6 versnellingen en minimaal 60 kg zwaar. Voor dat laatste moest zelfs 4 kg lood worden aangebracht, want de machine woog slechts 56 kg. Als coureur voor 1969 dacht men aan Bill Ivy, die door zijn kleine postuur en lage gewicht ideaal was voor een 50 cc racer. Het project werd echter afgebroken toen men bij Yamaha in juni 1968 besloot te stoppen als fabrieksteam. Men ging zich toen wel meteen richten op de bouw van productieracers, de 250 cc TD 2 en de 350 cc TR 2. De RF 302 had toen, met testrijder en coureur Akiyasu Motohashi, in drie testsessies, 30 ronden op het testcircuit gereden. De tests verliepen zonder problemen. 

### Motor
De motor was een watergekoelde eencilinder waarvan de cilinder ongeveer 20° voorover helde. De koeling gebeurde via een waterpomp en de smering met een aparte olietank en een oliepomp. Beide pompen werden door de versnellingsbak aangedreven. De inlaat bestond uit een roterende inlaat met een 27 mm Mikuni-carburateur aan de linkerkant van de motor.

### Aandrijving
Aan de rechterkant van het motorblok zat de meervoudige droge platenkoppeling. Die dreef een zesversnellingsbak aan en van daaruit werd het achterwiel met een ketting aangedreven. 

### Rijwielgedeelte
De machine had een diamond frame, een open brugframe met een instelbare balhoofdhoek. Omdat het frame open was kon de uitlaat vlak onder het motorblok door lopen en de stroomlijnkuip daar weer op aansluiten. Daardoor was het frontale oppervlak klein. De voorvork was een conventionele telescoopvork en achter zat een swingarm met twee veer/demperelementen. Voor en achter waren duplexremmen gebruikt. 

## Technische gegevens
| Yamaha          | RF 302                         |
| --------------- | ------------------------------ |
| Periode         | 1967-1968                      |
| Categorie       | prototype                      |
| Motortype       | watergekoelde tweetaktmotor    |
| Bouwwijze       | dwarsgeplaatste eencilinder    |
| boring          | 40 mm                          |
| slag            | 39,6 mm                        |
| Cilinderinhoud  | 49,8 cc                        |
| Max. Vermogen   | 12,5 kW (17 pk) bij 14.000 tpm |
| Topsnelheid     | onbekend                       |
| Versnellingen   | 6                              |
| Aandrijving     | kettingaandrijving             |
| Rijwielgedeelte | diamond frame                  |
| droog gewicht   | 56 kg                          |